# Seekuckuck
Der Seekuckuck (Chelidonichthys cuculus, Syn.: Aspitrigla cuculus) ist eine Art der Knurrhähne (Triglidae) innerhalb der Barschartigen (Perciformes). Sein Verbreitungsgebiet reicht von Norwegen bis Westafrika, zudem ist er in der Nordsee und im Mittelmeer anzutreffen.

## Merkmale
Der Seekuckuck besitzt einen langgestreckten und kegelförmigen Körper mit einem großen Kopf, der nach hinten schmaler wird. Er erreicht eine Körperlänge von durchschnittlich 40 Zentimeter bei einem Gewicht von etwa 1 Kilogramm, die Maximallänge beträgt 56 Zentimeter. Der Kopf besitzt ein großes und endständiges Maul mit fleischigen Lippen und 4 kleinen Stacheln auf der Oberlippe, die Augen sind sehr groß. Der Rücken und die Flanken sind rötlich mit dunklen Querbinden, der Bauch ist weiß. Die Oberseite der Brustflossen ist grau, gelblich oder rötlich.
Die Brustflossen sind groß ausgebildet, die vordersten drei Hartstrahlen besitzen keine Flossenhaut und sind als einzeln stehende Strahlen frei beweglich. Die Bauchflossen sind kehlständig. Die Rückenflosse ist geteilt, die erste hartstrahlige Rückenflosse ist viel kürzer und höher als die zweite weichstrahlige. Die vordere Rückenflosse besteht aus 9 bis 10 Hartstrahlen, die zweite aus 17 bis 18 Weichstrahlen. Die Analflosse besitzt 16 bis 18 Weichstrahlen.

## Verbreitung
Der Seekuckuck ist im nordöstlichen Atlantik von Großbritannien und der Nordsee bis nach Westafrika sowie um die Azoren und die Kanarischen Inseln wie auch im Mittelmeer anzutreffen.

## Lebensweise
Der Fisch lebt auf sandigen und felsigen Meeresböden in 20 bis 250 Metern Tiefe, er kann aber auch bis zu einer Tiefe von 400 Metern vorkommen. Der Seekuckuck ernährt sich von Krebstieren, Weichtieren und kleinen Fischen. Die Laichzeit fällt in den April bis August. Die Eier werden in das Freiwasser abgegeben und schweben aufgrund von eingelagerten Öltröpfchen im Oberflächenwasser. Das bekannte Maximalalter liegt bei 21 Jahren.

## Belege
1. 1 2 3 4  Seekuckuck auf Fishbase.org (englisch)
2. 1 2 3 4  Andreas Vilcinskas: Fische - Mitteleuropäische Süßwasserarten und Meeresfische der Nord- und Ostsee. BLV Verlagsgesellschaft, München 2000; S. 168. ISBN 3-405-15848-6.